# Afrikanske Union
Den Afrikanske Union (AU) blev grundlagt i juli 2002 som efterfølger for Organisationen for Afrikansk Enhed (OAU). AU søger at fremme demokrati, menneskerettigheder og udvikling i Afrika. Det administrative hovedkvarter ligger i Addis Ababa, Etiopien. Organisationen første formand blev Sydafrikas præsident Thabo Mbeki. Den Afrikanske Union har 53 medlemmer, der omfatter næsten hele det afrikanske kontinent. Marokko har valgt at stå udenfor, fordi Vestsahara er medlem.
AU har forladt OAUs princip om ikke-indblanding i indre statslige anliggender og skal sammen danne en fælles fredsstyrke. Den ændrede politik har blandt andet resulteret i militær tilstedeværelse i Darfur i det vestlige Sudan med AMIS-missionen på i alt 7.000 mand.
I samarbejde med den Afrikanske Union, har man planer om at lave en fælles, afrikansk valuta, Afroen. Efter planen kommer Afroen i brug i 2028. En fælles centralbank er også under opbygning.

## Hymne
Let Us All Unite And Celebrate Together er den Afrikanske Unions hymne, der bruges på lige fod med EUs